# Česká chocholatá husa

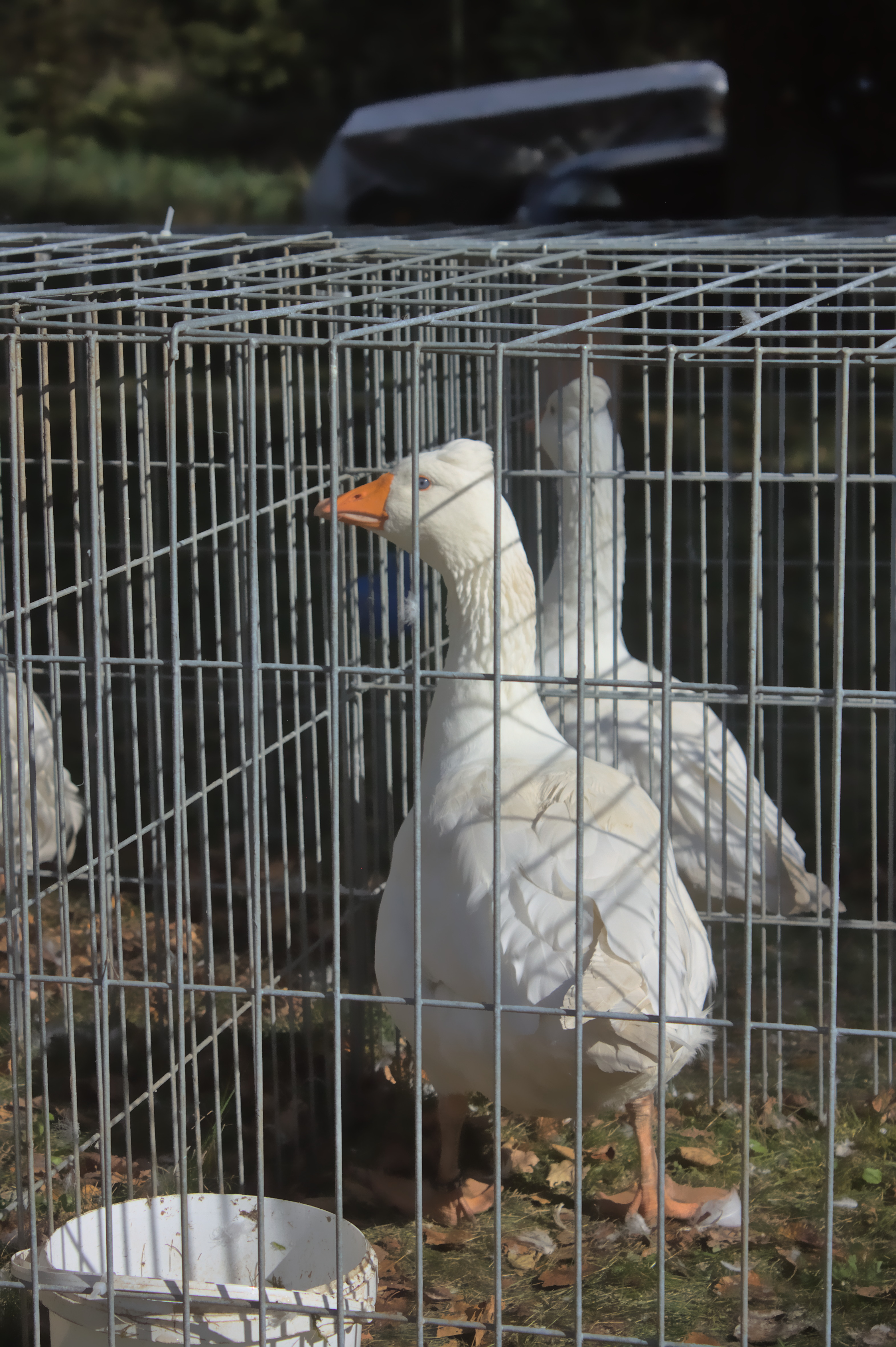
Česká choholatá husa.

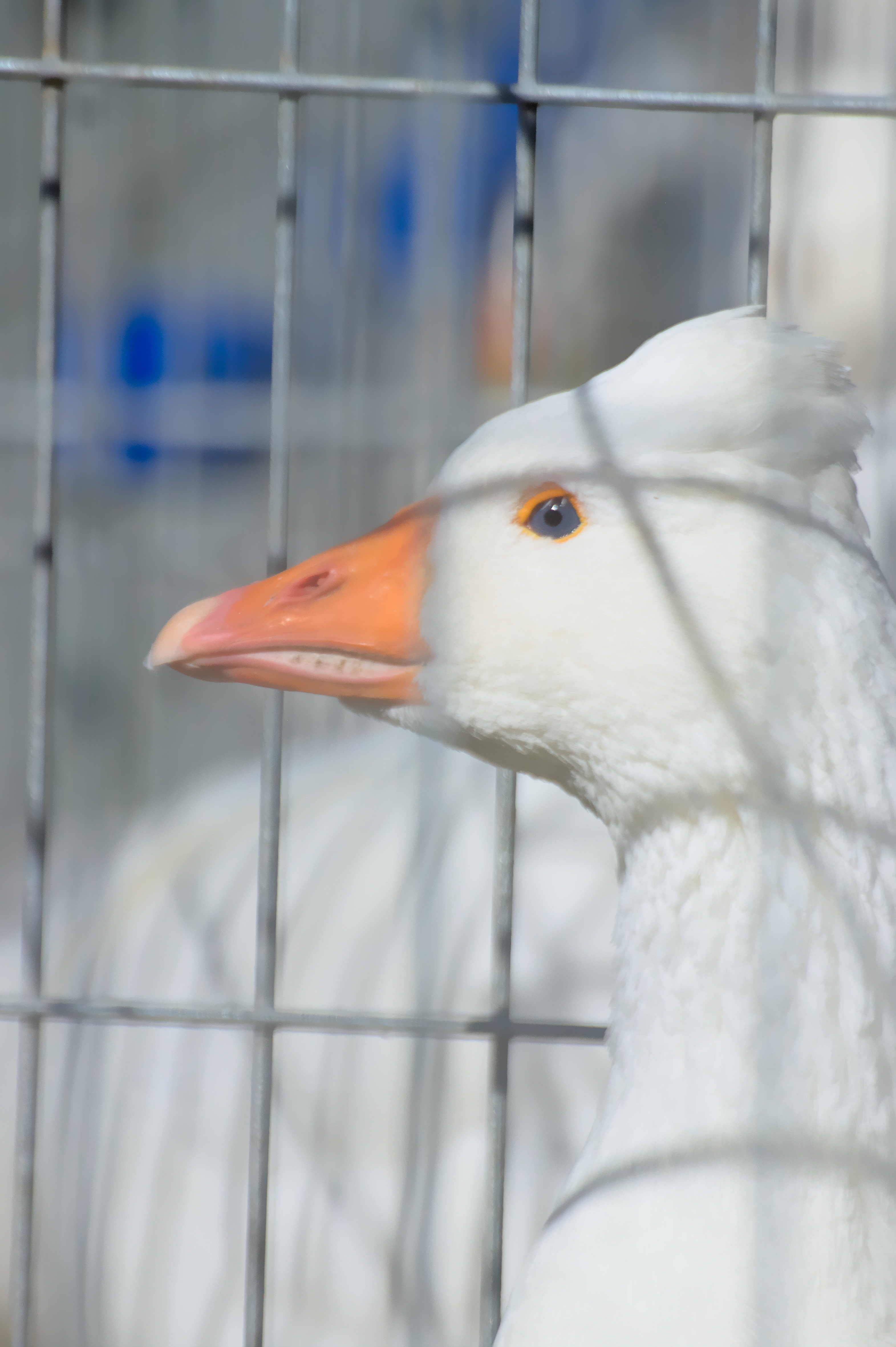
Hlava s choholkou.

Česká chocholatá husa, zkr. ČCH je české národní plemeno husy domácí.

## Původ plemene
Samostatným plemenem se stala česká chocholatá husa v roce 1988 a o několik let později získala uznání i na celoevropské úrovni. Jedná se o druhé české národní plemeno. Svůj název a charakteristiku má podle vzniklé chocholky (hrbolu) na temeni hlavy. Má neuzavřené lebeční švy. Práce na vyšlechtění chocholaté husy byla zahájena již v 70. letech 20. století a to křížením těch českých hus, kterým se čas od času objevovala malá chocholka na temeni hlavy. Geny, které toto umožňují, jsou dokládány již z doby starověkého Řecka. 
O vyšlechtění nového plemene se zasloužili především chovatelé z okolí Rychnova nad Kněžnou. V roce 2001 byl upraven standard plemene do současné podoby.

## Charakteristika plemene
Husa má nápadnou chocholku, byla vyšlechtěna z husy české. Je rovněž v průměru o něco těžší (zhruba o 1 kg) než typická česká husa neboť je silnější konstituce. Má také nižší postoj. Zobák bývá jemně zakončen.
Stejně jako Česká husa má veškeré peří bílé, může se však projevem atavismů objevit i peří tmavé. Pro chovatele však není tmavé peří u této husy přípustné a chována je jen v případě, kdy je veškeré bílé. Občas se u této husy jako vada vyskytuje také dvojitý podbřišek. Mezi další vady patří zahnutý krk, klabonosý zobák, menší klenutý hlavy a příliš dlouhý trup.
Husa je uzpůsobena na chov v klimatických podmínkách České republiky, včetně chladnějších lokalit. Houseři preferují častěji monogamní zaměření (stejně jako tomu bylo v případě divokých hus, které žily v páru), husy bývají agresivní a české chocholaté huse se obecně daří hůře ve velkých chovech než v malých a domácích. O něco hůře snáší stres než běžná česká husa.
Tato husa snáží zhruba 15 vajec v jednom snáškovém cyklu nebo současně ve dvou. Na rozdíl od České husy Česká husa chocholatá má zachovánu schopnost vysezení vajec a vodění housat. Z tohoto důvodu bývá vhodná pro individuální chovatele. Jedno vejce váží nejméně 120 gramů, v průměru 170 – 180 g. Má rovněž jemné peří, vysoký podíl prachového peří a vysokou výtěžnost masa.

## Zajímavosti
Česká chocholatá husa je zařazena do Národního programu konzervace a využívání tak, aby se uchoval definovaný genofond plemene a nedošlo nekontrolovaným křížením do ztráty znaků typických pro toto plemeno. Klub chovatelů českých hus dohlíží nad udržením původní podoby tohoto plemene a stanovuje cíle (např. počet chovných jedinců) pro zachování zdravé populace České chocholaté husy.